# Berlín, Berlín
Berlin, Berlin és una sèrie de televisió alemanya produïda per la ARD que es va emetre entre 2002 i 2005 a la cadena alemanya Das Erste. La protagonista és la Lolle (Felicitas Woll) junt amb l'Sven (Jan Sosniok), en Hart (Matthias Klimsa), l'Alex (Matthias Schloo) i la Sarah (Rhea Harder). Durant la primera temporada en lloc de la Sarah hi ha la Rosalie (Sandra Borgmann). La direcció de la sèrie està portada, entre d'altres, per Franziska Meyer Price, Christoph Schnee, Sven Unterwaldt Jr. i Titus Selge.
A Catalunya es va emetre pels canals TV3 i K3 (dins del contenidor 3xl) i pel canal 3xl.
Des de la primera emissió a Alemanya, el 5 de març de 2002, va ser acollida positivament tant pel públic com per la crítica. La ARD promocionava els inicis de les noves temporades amb cartells publicitaris massius i campanyes publicitàries. La sèrie obtenia una mitjana de quotes d'audiència d'un 16,6% a la franja d'edat entre els 14 i 29 anys i va acabar després de quatre temporades, ja que la protagonista principal Felicitas Woll no volia continuar-hi.
L'any 2020 es va estrenar una nova pel·lícula anomenada Berlín Berlín, la núvia es fuga que continua la trama de la Lolle 15 anys després del seu final.

## Argument

### 1a temporada
La sèrie explica la història de la Lolle, la qual després d'acabar el Batxillerat veu com el seu xicot Tom marxa del poble Malente cap a Berlín. Allà en Tom treballarà junt amb el seu oncle al mercat per tal de poder matricular-se a la universitat a Berlín. En una carta que escriu a la Lolle, li diu que tallen i, a conseqüència, la Lolle decideix anar-lo a buscar a Berlín. Un cop hi arriba, veu al mercat on treballa que ja té nova xicota, la Bernadette i es troba amb la Rosalie, l'ex-xicota de Bernadette. Juntes decideixen venjar-se dels seus ex.
A causa de la separació de la seva ex-dona, la Silvia, l'Sven té prou espai a casa perquè la Lolle i la Rosalie s'hi puguin establir tot compartint pis. Quan la Lolle
es decideix a quedar-se definitivament a Berlín, hi viu moltes aventures d'amor i de la ciutat. En el transcurs de la primera temporada la Lolle i l'Sven desenvolupen sentiments mutus, tot i ser cosins. Però al final de la temporada, quan estan a punt de començar a sortir junts, l'Sven es decideix per la seva ex-dona per tal de tornar a ser una família junt amb el seu fill Daniel. A més a més, la Rosalie, la millor amiga de la Lolle, dubtarà entre quedar-se amb els seus amics a Berlín o emigrar cap als Estats Units.

### 2a temporada
La segona temporada comença amb la marxa de la millor amiga de la Lolle, la Rosalie, a més de la pèrdua del seu gran amor l'Sven. Tot i estar decaiguda per la falta de la seva amiga, en poc coneix la Sarah, una coneguda de la Rosalie, que es convertirà en una gran amiga. Pel que fa a l'amor, al principi desitja poder tornar amb l'Sven, ja que està dubtós i indecís, però després coneix a l'Alex, amb qui sortirà en poc temps. Mentrestant, l'Sven talla de nou amb la seva ex per tal de sortir amb la Lolle, però es troba que surt amb l'Alex.
Al final de la segona temporada la Lolle reconeix que encara sent alguna cosa per l'Sven, el que la posarà en una situació de triangle amorós caòtic. A més, en Hart i la Sarah resoldran els problemes inicials.

### 3a temporada
Al principi de la tercera temporada la Lolle s'ha de decidir entre l'Sven i l'Alex o continuar amb el triangle amorós, tot i que més tard tots s'adonaran que això portarà bastants problemes. Finalment, tant l'Sven com l'Alex tallen amb ella i es troba sola de nou. A la meitat de la temporada la Lolle coneixerà a la Vero, la qual s'enamorà de l'Sven a primera vista. Quan comencen a sortir, la Vero es ve a viure al pis compartit i la Sarah, que ha començar una relació amb en Hart, se'n va a viure al seu pis.
Al final de la tercera temporada la Lolle s'adona que encara té sentiments per son cosí. Per tal de no trencar la relació entre ells, ja que s'estan preparant per casar-se, decideix acceptar una oferta de feina que li sorgeix a Stuttgart. Per una altra banda, durant la temporada la Sarah es queda embarassada i als darrers episodis neix el nen, del qual en Hart és el pare.

### 4a temporada
Després dels dos primers episodis de la quarta temporada, la Lolle es torna a Berlín de nou, ja que no s'acaba d'adequar a la vida a Stuttgart. A la seva tornada, la Lolle coneix en Felix, però aquest amor es trenca en poc temps quan aquest decideix anar-se'n a Suïssa amb la seva xicota. Just després, torna a sorgir el seu amor cap a l'Sven. Aquest també s'adona que encara hi resta alguna cosa amb la Lolle, però es decanta per casar-s'hi amb la Vero, ja que la Lolle només li portaria una vida caòtica. Mentrestant, en Hart té una aventureta amb l'Yvonne, una coneguda, que tot i que la Sarah li costa de perdonar, al final acabarà bé.
L'Sven, que ha venut la seva Start-Up decideix que després del casament acceptarà una oferta de feina a Melbourne. Quan arriba el casament, en Harald irromp al mig i diu que el nuvi encara està enamorat de la seva cosina. Això provocarà dubtes a la Vero, la qual decidirà no casar-s'hi. El capítol final avança cap a un final trist, en el qual l'Sven marxa sol cap a Austràlia mentre que la Lolle acaba a Berlín sola i trista. En aquest moment, es rebobina part de l'episodi i s'ofereix un final alternatiu, en el qual la Lolle decideix anar fins a l'aeroport per recuperar l'Sven. Aquest, abans de pujar a l'avió decideix fer mitja volta, però just en aquell moment apareix la Lolle en un cotxe de maletes i tots dos, després de declarar-s'hi, s'embarquen a l'avió.

### Pel·lícula
La Lolle està a punt de casar-se amb en Hart, el seu millor amic, fins que Sven, la seva exparella, li proposa matrimoni a la meitat del seu casament. Confosa, fuig de l'altar i emprèn un viatge que acaba amb una sentència de tribunal amb 40 hores de servei comunitari en una escola. Allà coneix Dana, una dona que també té molts problemes amb els homes. Després d'una nit de festa que acaba a les muntanyes de Harz, Lolle vol tornar immediatament a Berlín. Però la volta a la ciutat, es convertirà en una viatge inoblidable que canviarà la vida d'aquestes dues dones per sempre.

## Repartiment
| Personatge                | Actor                    | Protagonista (Temporades) | Secundari (Temporades)          | Convidat (Temporades) |
| ------------------------- | ------------------------ | ------------------------- | ------------------------------- | --------------------- |
| Carlotta "Lolle" Holzmann | Felicitas Woll           | 1x01-4x20                 |                                 |                       |
| Sven Ehlers               | Jan Sosniok              | 1x01–4x20                 |                                 |                       |
| Hart                      | Matthias Klimsa          | 1x01–4x20                 |                                 |                       |
| Rosalie Butzke            | Sandra Borgmann          | 1x01–1x26                 |                                 | 2x01–2x02             |
| Sarah Hermann             | Rhea Harder              | 2x01–4x20                 |                                 |                       |
| Alex Weingart             | Matthias Schloo          | 2x01–3.18                 |                                 |                       |
| Vero Gol-Sawatzki         | Alexandra Neldel         | 4x01–4x20                 |                                 | 3x13–3x20             |
| Tuhan                     | Maverick Quek            |                           | 1x02–4x20                       |                       |
| Lenny                     | Alexander Scheer         |                           | 2x01–4x20                       |                       |
| Felix                     | Florian David Fitz       |                           | 4x03–4x10                       |                       |
| Silvia                    | Alexa Wiegandt           |                           | 1x01–4x20                       |                       |
| Daniel Ehlers             | Fabio Beyer              |                           | 1x01–4x20                       |                       |
| Harald Sommer             | Kai Lentrodt             |                           | 1x01–1x26                       | 2.01–4.20             |
| Karen Holzmann            | Charlotte Schwab         |                           | 1x01–4x14                       |                       |
| Bernd Jensen              | Jürgen Mai               |                           | 1x01–3x08                       |                       |
| Fred "Fati" Junghans      | Christoph Hagen Dittmann |                           | 2x03–4x20                       | 1x17–1x18             |
| Moshe Rosenkranz          | David Steffen            |                           | 1x09–1x14                       | 1x07–1x08             |
| Tom                       | Andi Slawinski           |                           | 1x01–1x02                       | 1x20, 4x09–4x10       |
| Yvonne                    | Ivonne Schönherr         |                           | 1x07–1x08, 2x09–2x10, 4x17–4x18 |                       |

Notes:
1. ↑  No apareix entre 3x05–3x10 i 3x13–3x16.
2. 1 2 3 4 5 6 7  Aparicions irregulars

## Premis
La sèrie va ser guardonada el 2004 amb el "Deutscher Fernsehpreis" a la categoria "Millor Sitcom" i el Premi Emmy a la categoria "Millor Comèdia" (per l'episodi 47, el primer de la tercera temporada). El 2005 la sèrie va ser nominada de nou per un premi Emmy però no el va guanyar.
La protagonista de la sèrie, Felicitas Woll, va ser premiada per la seva interpretació en el paper de Lolle als premis de la televisió alemanya (2002), el  premi Adolf Grimme (2003) i la  rosa d'or de Lucerna (2004) com a la millor protagonista femenina d'una sitcom.
El principal guionista de la sèrie, David Safier, va guanyar un  premi Adolf Grimme (2003) a la categoria de ficció i entreteniment i va ser nominat el 2002 per al premis de la televisió alemanya.

## Curiositats
- La actriu Rhea Harder, que interpreta a Sarah a la sèrie, estava realment embarassada. El seu embaràs i el naixement del seu fill varen ser afegits a la trama. Moritz Paul Harder, el seu nom real, interpreta al bebè Simon-Ben.
- Al episodi 45 (el dinovè de la segona temporada) es pot veure un extracte de compte de la Lolle amb l'adreça Erkelenzdamm 11–13, la qual es la adreça autèntica de l'edifici a Berlín.
- La popularitat de la sèrie era tan gran que des que va finalitzar es va rumorejar que hi hauria una pel·lícula que la continués.[3] El 30 de juny de 2016 es va anunciar la pel·lícula per 2017,[4] però a causa del segon embaràs de Felicitas Woll es va endarrerir el rodatge per finals d'estiu de 2018. La pel·lícula sortirà als cinemes alemanys el 19 de desembre de 2019.[5]
- Existeixen tres còmics dibuixats per Uwe Heinelt i publicats en alemany per Egmont Ehapa Verlag:
  - Froschkönige (Prínceps gripaus)
  - Mütter sind auch nur Menschen (Les mares també són persones)
  - Zoe – Chaos Tage (Zoe, dia de caos)
- També existeixen diverses novel·les escrites per Alexandra Raumer i publicades en alemany per Egmont VGS:
  - Lolle legt los (La Lolle s'hi posa)
  - Träum weiter, Lolle (Continua somiant, Lolle)
  - Guten Morgen, liebe Sorgen (Bon dia, estimades preocupacions)
  - Lolle und Sven? (La Lolle i l'Sven?)
  - Verliebte Jungs (Joves enamorats)
  - Lolles geheime Aufzeichnungen (Els apunts secrets de la Lolle)
- Al 2010 la editorial Klett va publicar un llibre per a que professors d'alemany de nivells A2-B1 usessin la sèrie com material didàctic a classe.[6]
- La cançó Never Give Up de la primera temporada va ser composta, escrita i cantada per Ramona Rocks i produïda per Frank Becking.[7][8][9]
- La cançó entre la segona i quarta temporada és una versió del mateix títol cantada per Two Is One.
- La sèrie es va editar en DVD a Alemanya al 2008.